# Jeannette Pilou
Jeannette Pilou (en grec: Ιωάννα «Ζαννέτ» Πηλού / Ioánna «Zannét» Piloú, Alexandria, 11 de juliol de 1937 - Atenes, 27 d'abril de 2020) fou una cantant d'òpera italiana d'origen grec, amb tessitura de soprano.

## Biografia
Jeannette Pilou va començar la seva formació de cant a Egipte i la va continuar amb Carla Castellani a Itàlia. El 1959 va debutar al teatre Smeraldo de Milà com a Violetta de La traviata de Verdi i va fer la seva primera aparició a La Scala de Milà el 1960. La seva carrera internacional es va desenvolupar ràpidament. El seu repertori incloïa una àmplia gamma de rols lírics i dramàtics de soprano d’òperes italianes i franceses.
El 1965, va interpretar el paper principal de La Bohème de Puccini a l'Òpera Estatal de Viena, on va fer setze papers el 1979 i va oferir fins a 185 representacions.
Començant pel paper de Juliette de Roméo et Juliette de Charles Gounod, interpretat el 7 d’octubre de 1967, va cantar setanta-nou vegades al Metropolitan Opera de Nova York, sobretot el paper de Susanna de Les noces de Fígaro de Mozart, el de Mélisande de Pelléas et Mélisande de Claude Debussy, Micaëla de Carmen de Georges Bizet, Marguerite de Faust de Gounod i Mimì de La Bohème de Puccini, fins a la seva darrera actuació al teatre novaiorquès en el paper de Nedda de Pagliacci de Ruggero Leoncavallo del 27 de maig de 1986.
A més, va aparèixer al Festival d'Ais de Provença, al Festival Internacional de Maig de Wiesbaden, al Festival de Verona, al Wexford Opera Festival i, al 1968, al Festival de Salzburg, en aquest cas fent el paper de Zerlina de Don Giovanni de Mozart.
El 1973 va cantar a l'Òpera de Montecarlo el paper principal, Inez de Castro, a l'estrena de l'òpera La Reine morte de Renzo Rossellini.
Del 1969 al 1985 va participar regularment en produccions de l’Òpera Nacional de Grècia i del Festival d’Atenes i va interpretar els papers de Liù de l'òpera Turandot de Puccini, Susanna de Les noces de Fígaro, Cio-Cio-San de Madame Butterfly de Puccini, Donna Elvira de Don Giovanni, Desdemona d'Otello de Verdi i Marguerite de Faust. El 1998 va ser Mélisande a la primera producció grega de Pelléas et Mélisande de Debussy, a Atenes.
Durant la seva carrera va ser convidada a les sales d’Europa i d'Amèrica més importants, com ara el Royal Opera House, Stadsschouwburg d'Amsterdam, l'Òpera Estatal d’Hamburg, l'Òpera de Colònia, a l’Òpera de Hannover, La Monnaie de Brussel·les, l'Òpera Garnier de París, l'Òpera Estatal Hongaresa, Teatro Carlo Felice de Gènova, Gran Teatre del Liceu de Barcelona, Teatre nacional de São Carlos de Lisboa, l’Òpera Lírica de Chicago, l’Òpera de Nova Orleans, Gran Òpera de Houston, l’Òpera de Filadèlfia, l'Òpera de San Francisco i el Teatre Colón de Buenos Aires.
El seu repertori va des d'Eurídice de Orfeu i Eurídice de Gluck i Susanna i Zerlina de Mozart fins als tres papers femenins de Der Prozess de Gottfried von Einem, però el seu estil líric i la seva personalitat s'adapten especialment a l’òpera francesa, i Marguerite, Julia, Micaëla, Manon i Mélisande són algunes de les seves actuacions amb més èxit. També era una bona Violetta i els seus papers d'obres de Puccini incloïen Mimì, Madame Butterfly, Manon Lescaut, Liù i Magda de La rondine.

## Premis i reconeixement
- Puccini-Preis[7]
- Cavaller de l'Orde de les Arts i les Lletres[8]